# Sturgeon Bay (hrabstwo Door)
Sturgeon Bay – miejscowość w Stanach Zjednoczonych, w stanie Wisconsin, w hrabstwie Door.